# Tragulus javanicus
El ciervo ratón de Java (Tragulus javanicus) es una especie de artiodáctilo autóctona de las selvas de Java. Pertenece al género Tragulus con otras seis especies: Tragulus napu, Tragulus kanchil, Tragulus nigricans, Tragulus versicolor y Tragulus williamsoni.